# Trịnh Thị Tuyết Anh
Trịnh Thị Tuyết Anh (1870 - 1887?), có tài liệu chép là Trịnh Tuyết Anh, là một nữ danh sĩ, đồng thời là một chiến sĩ trong phong trào Cần Vương tỉnh Quảng Ngãi, Việt Nam. Ngoài tài thơ văn, bà còn được biết đến nhiều như nhà nữ quyền và mối quan hệ tình cảm trớ trêu: vừa là hôn thê của Nguyễn Thân, vừa có liên hệ tình cảm, đồng chí với thủ lĩnh Nghĩa hội Quảng Nam Nguyễn Bá Loan, những người không đội trời chung.

## Thân thế
Bà là người làng Quýt Lâm, nay thuộc xã Đức Phong, huyện Mộ Đức, tỉnh Quảng Ngãi. Thân phụ bà là Trịnh Hữu Thể, từng làm đến chức Tuần vũ Khánh Thuận (tương đương Khánh Hòa-Ninh Thuận ngày nay), thân mẫu là nữ sĩ Nguyễn Thị Hàn Mai. Ông ngoại bà là Nguyễn Hàn Lân, cũng là một danh sĩ đương thời. Dì ruột là nữ sĩ Nguyễn Thị Hàn Liên, cùng với mẹ bà là thành viên của nhóm 12 nữ sĩ được mệnh danh là "Thập nhị Vân nương" (Mười hai nàng mây) của Phú Yên.
Sinh trưởng trong một gia đình quan lại, bà có tiếng là người thông minh, hiếu hạnh và văn võ song toàn. Tuy được gia đình hứa hôn cho Nguyễn Thân, bà có tình cảm và thường trao đổi thơ văn với Nguyễn Bá Loan, con Tổng đốc Sơn Hưng Tuyên Nguyễn Bá Nghi, có tài nhưng không ra làm quan.

## Nghĩa tình báo quốc
Khi Kinh thành thất thủ, vua Hàm Nghi ra chiếu Cần Vương. Cả nhà bà đều hưởng ứng. Tuy nhiên trước sức mạnh của quân Pháp, các lực lượng kháng Pháp lần lượt tan vỡ. Tuần vũ Trịnh Hữu Thể trước áp lực của triều đình Đồng Khánh buộc phải giải tán lực lượng bản bộ hồi hương và bị quản thúc đến khi qua đời. Nguyễn Thân ra mặt phản bội, hợp tác với Pháp để đàn áp nghĩa quân. Phẫn nộ trước tình cảnh đất nước, bà thoát ly gia đình, giả nam trang, lấy tên là Nguyễn Khánh Lâm, để tham gia Nghĩa hội Quảng Ngãi, chiến đấu dũng cảm suốt hơn ba năm dưới ngọn cờ của thủ lĩnh Nguyễn Bá Loan cho tới khi mất khi còn rất trẻ. Mẹ bà sau đó về Khánh Hòa cũng tham gia phong trào kháng Pháp cho đến khi mất.

## Ảnh hưởng văn học
Xuất thân trong gia đình gia thế, ông ngoại, mẹ và dì ruột đều là những danh sĩ đương thời, bà được hưởng một nền giáo dục khá cao so với nữ giới thời bấy giờ. Chịu ảnh hưởng lớn từ gia đình, bà sớm thể hiện khí phách vượt quan điểm bảo thủ Nho giáo về nữ quyền và tình cảm nam nữ. Mặc dù hy sinh khi tuổi đời còn rất trẻ, nhưng qua những bài thơ của bà còn lưu lại thể hiện rõ quan điểm đi trước thời đại.
Khoác áo nam nhi, vượt sóng trào
Hồn ôm đất nước rực trời sao!
Tuốt gươm trừ tiệt phường bạo tặc,
Thỏa chí bình sinh, đẹp má đào.
(Đẹp má đào)
Phần con đã quyết mưu đại nghĩa
Cứu nước an dân chí chẳng tày
(Tạ từ)
Nữ nhi sánh với râu mày
Diệt thù cứu nước chen vai đỡ đần.
Chung tay dẹp cảnh bất bằng
Nước nhà hưng vượng rạng danh anh hùng
(Nữ nhi sánh với anh hùng)